# Pawel Olszewski (pentathlon moderne)
Pour les articles homonymes, voir Pawel Olszewski et Olszewski.
Pawel Olszewski (né le 2 mars 1962 à Krotoszyn dans la voïvodie de Grande-Pologne) est un pentathlonien moderne allemand. Il participe à une édition des Jeux olympiques.

## Jeux olympiques
- Jeux olympiques d'été de 1992 à Barcelone  Espagne
  - 49e position à l'épreuve masculine individuelle.
  - 11e position à l'épreuve masculine en équipe.